# Новая Николаевка (Харьковская область)
Новая Николаевка (укр. Нова Миколаївка) — село в Изюмском районе Харьковской области Украины. До 19 июля 2020 года входило в состав Барвенковского района.
Код КОАТУУ — 6320485001. Население по переписи 2001 г. составляет 760 (356/404 м/ж) человек.

## Географическое положение
Село Новая Николаевка находится на правом берегу реки Бритай, русло которой частично используется для канала Днепр-Донбасс, на востоке 2 озера, на противоположном берегу находится село Старая Семеновка, на западе в 2-х км находится село Мечебилово.
Рядом проходит автомобильная дорога Т-2109.

## История
- 1927 год — официальная дата основания села, хотя есть карта от 1875 года на которой есть село Ново-Николаевка [3].

## Экономика
- В селе есть несколько молочно-товарных ферм.

## Культура
- Школа

## Достопримечательности
- Братская могила советских воинов и памятный знак воинам-землякам . Похоронено 56 воинов.
- Орнитологический заказник местного значения «Бритай» (укр. Бритай). Площадь 158,0 га. Водно-болотные угодия на правобережной заливной террасе реки Бритай отличается значительным авифаунистическим разнообразием. В заказнике представлены гидрофильный, луговой и степной орнитокомплексы с цепочкой редких видов, занесённых в Европейский Красный список, Красную книгу Украины, Красного списка Харьковской области. Территория заказника является важным местом остановки для отдыха и кормёжки во время миграций птиц водно-болотного комплекса (гуси, лебеди, утки, аисты, пастушковые, цапли, чайки, крачки, кулики) в степной зоне Харьковщины[4].